# Luibiskogel
Le Luibiskogel est une montagne qui s’élève à 3 110 m d’altitude dans les Alpes de l'Ötztal, en Autriche.